# Roar Klingenberg
Roar Brynjulfsson Klingenberg, född 22 november 1941 i Norge, död 21 september 1984 i Katarina församling i Stockholm, var en norsk servitör på bland annat Café Opera i Stockholm och var den första personen i Sverige att diagnostiseras med aids.
Under en tid på 1970-talet var Klingenberg partner till den svenske modedesignern Sighsten Herrgård. Klingenberg hade arbetat som servitör både på Grand Hotel i Stockholm och på Waldorf Astoria i New York innan han började på det nyöppnade Café Opera i Stockholm.

## Sjukdom och död
I oktober 1982 besökte Klingenberg öppenvårdsmottagningen på Roslagstulls sjukhus i Stockholm med symptom som hosta, trötthet, avmagring och feber. För läkarna förklarade Klingenberg sina symptom med att han rökte, hade dåliga matvanor och arbetade för mycket. Men läkarna som tog emot Klingenberg, PehrOlov Pehrson och Linda Morfeldt, skrev redan i den första journalanteckningen att det troligtvis handlade om den då nya och okända sjukdomen aids. Man beslutade att Klingenberg skulle läggas in på sjukhuset för vidare utredning. Att många som insjuknade i aids förnekade sjukdomen var vanligt vid den här tiden, vilket innebar att personer som kom in för vård hade långt gången infektion. På liknande sätt förnekade och fördröjde även dåtidens sjukvård diagnostiken.
Blodprover togs på Klingenberg och visade att han var hiv-positiv. Troligtvis hade han blivit smittad utomlands. Under sjukdomstiden behandlades han för flera lunginflammationer, innan han den 21 september 1984 dog på Roslagstulls sjukhus. Klingenberg var den andra personen i Sverige som dog i aids. Redan 1983 hade en 47-årig man dött i aids. Klingenberg begravdes i Oslo i Norge.